# Kostiantyn Wrotnowski-Sywoszapka
Kostiantyn Wrotnowski-Sywoszapka, ukr. Костянтин Вротновський-Сивошапка (ur. 27 czerwca?/9 lipca 1890 w Mikołajowie, zm. 2 kwietnia 1929 w Równem) – rosyjski, a następnie ukraiński wojskowy (pułkownik), emigracyjny działacz społeczny

## Życiorys
Ukończył gimnazjum w Warszawie, a następnie kontynuował naukę w Belgii, gdzie był aresztowany. Po zwolnieniu powrócił do Warszawy, gdzie w 1915 r. ukończył instytut weterynaryjny, po czym został młodszym lekarzem weterynaryjnym 4 Batalionu Etapowego. Następnie objął funkcję lekarza weterynaryjnego Grenadierskiego Batalionu Saperów. Od kwietnia 1917 r. organizował ukraiński ruch narodowy w Korpusie Grenadierskim. Latem 1917 r. wybrano go delegatem na II Wszechukraiński Zjazd Wojskowy, gdzie wszedł w skład Ukraińskiego Generalnego Komitetu Wojskowego. Stanął na czele podsekcji weterynaryjnej wydziału sanitarno-medycznego UGKW. Wkrótce objął przewodnictwo wydziału weterynaryjnego UGKW. W kolejnych miesiącach pełnił tę funkcję w ministerstwach wojny Ukraińskiej Centralnej Rady, Hetmanatu i Dyrektoriatu. W marcu 1919 r. został referentem ds. narodowo-kulturalnych Korpusu Syrożupanników. Od końca maja tego roku dowodził samodzielnym oddziałem syrożupanników, który miał ochraniać Podwołoczyska. Pod koniec czerwca 1920 r. został zastępcą ministra gospodarki narodowej Ukraińskiej Republiki Ludowej. Jesienią 1920 r. przydzielono go do zarządu wojskowo-weterynaryjnego ministerstwa wojny. Pod koniec 1920 r. wraz z pozostałymi wojskowymi został internowany w Polsce. W lutym 1921 r. awansował do stopnia pułkownika. Na emigracji początkowo przebywał w Warszawie, a następnie przeniósł się do Bydgoszczy. Ostatecznie zamieszkał na Wołyniu w Równem. Brał aktywny udział w działalności ukraińskich organizacji narodowych. Założył Towarzystwo Artystyczne, organizujące wystawy artystów ukraińskich. Stanął na czele komitetu honorowego Równieńskiego Ukraińskiego Gimnazjum Prywatnego. Opiekował się mogiłą płk. Wasyla Tjutunnyka.